# Neochodaeus praesidii
Neochodaeus praesidii es una especie de coleóptero de la familia Ochodaeidae.

## Distribución geográfica
Habita en México y en  Nuevo México, Texas,  Arizona en los (Estados Unidos).